# Izba Deputowanych (Meksyk)

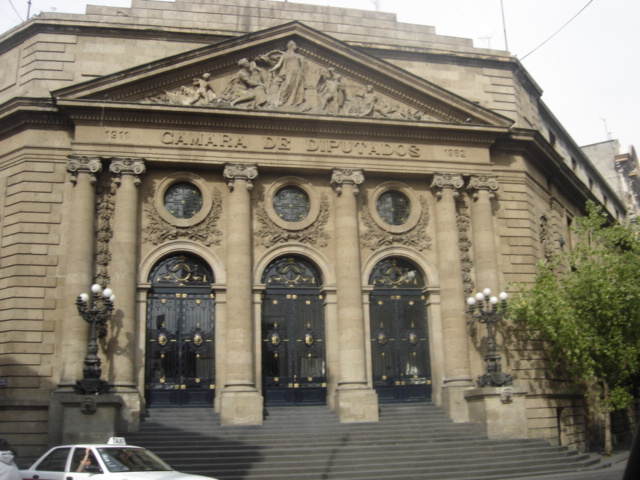
Budynek Izby Deputowanych

Izba Deputowanych jest to niższa izba bikameralnego parlamentu Meksyku, Kongresu Meksyku. Definicja oraz obowiązki wykonywane Kongres oraz obie izby jest zapisane w konstytucji Meksyku w artykule 50-70.

## Kompozycja
Izba składa się z 500 członków którzy są wybierani z okręgów federalnych, po jednym członku na 200 tys. obywateli pochodzących z danego okręgu federalnego. 
300 parlamentarzystów jest wybieranych w wyborach ogólnych natomiast 200 kolejnych otrzymuje mandat posła na zasadzie proporcjonalnej większości głosów.
Skład izby deputowanych jest wymieniany całkowicie po zakończeniu trzyletniej kadencji.

## Obecny skład Izby Deputowanych
- MORENA - 255 miejsc w parlamencie
- PAN - 71 miejsc w parlamencie
- PVEM 62 miejsca w parlamencie
- PT - 47 miejsc w parlamencie
- PRI - 37 miejsc w parlamencie
- MC - 27 miejsc w parlamencie
- PRD - 1 miejsce w parlamencie
- niezależny - 1 miejsce w parlamencie